# Chicago P.D. (seizoen 9)
Dit artikel vat het negende seizoen van Chicago P.D. samen. Dit seizoen liep van 22 september 2021 tot en met 25 mei 2022.

## Rolverdeling

### Hoofdrollen
- Jason Beghe - brigadier Henry "Hank" Voight
- Amy Morton - brigadier Trudy Platt
- Jesse Lee Soffer - rechercheur Jay Halstead
- Tracy Spiridakos - rechercheur Hailey Upton
- Patrick Flueger - agent Adam Ruzek
- Marina Squerciati - agente Kim Burgess
- LaRoyce Hawkins - agent Kevin Atwater

### Terugkerende rollen
- Nicole Ari Parker - plaatsvervangend hoofdinspecteur Samantha Miller
- Ramona Edith Williams - Makayla Ward-Burgess
- Carmela Zumbado - Anna Avalos
- Alex Morf - FBI agent Walker North
- Amanda Payton - Celeste Nichols

## Afleveringen
| Nr. | Aflevering | Titel              | Regisseur          | Schrijver(s)                | Selectie gastrollen | Uitzenddatum      |  |
| --- | ---------- | ------------------ | ------------------ | --------------------------- | --- | ----------------- |  |
| 165 | 1          | Closure            | Vince Misiano      | Rick Eid Gwen Sigan         | Bill Kalinak - Mark Irwin Bhavesh Patel - dokter van Kim Jade Jones - Stevie Tareq Almashini - eigenaar Tareq Almashini - paramedicus Cesar            | 22 september 2021 |  |
| Wanneer Burgess vecht voor haar leven probeert Ruzek met zijn stress om te gaan om haar zien te lijden, en probeert dit te verbergen voor Makayla. Voight en Upton krijgen een heftige botsing over hoe om te gaan met hun acties van een avond te voren, toen Upton de belager van Burgess, Roy Walton, uit zelfverdediging doodde en Voight op een niet legale wijze van zijn lichaam ontdeed. Miller eist van het team dat zij Walton vinden en voor het gerecht brengen voor de moord op haar zoon en drie anderen. De zaak wordt dan nog gecompliceerder als een handlanger van Walton een vrouw gijzelt, en voor losgeld eist dat Voight en Upton de waarheid vertellen over het gebeuren van de bewuste avond.                      |            |                    |                    |                             | |                   |  |
| 166 | 2          | Rage               | Chad Saxton        | Gavin Harris Matthew Newman | Drew Gehling - Gary Franklin Amy Sloan - Sara O'Connell Freyah Love - Ava Pierce Michael Larimer - Tyler Ross                                          | 29 september 2021 |  |
| Wanneer een informant van Ruzek verkracht en vermoord wordt gaat het team op onderzoek uit. Zij ontdekken dan dat zij een van de meerdere slachtoffers was van één persoon, en dat de slachtoffers allen onder begeleiding stonden van een agent die verantwoordelijk was voor gevangen die in voorwaardelijke invrijheidstelling werden gesteld. Een slachtoffer kan echter van haar aanvaller ontsnappen, en Voight vraagt Burgess om haar te helpen haar aanvaller te identificeren. Na de ontmoeting met het slachtoffer is Burgess vastbesloten om haar gevoel voor veiligheid te herstellen. Ondertussen blijft Burgess omgaan met haar verwondingen, dit met steun van Ruzek, en maakt zich zorgen over haar toekomst bij het team. |            |                    |                    |                             | |                   |  |
| 167 | 3          | The One Next to Me | Bethany Rooney     | Scott Gold                  | Jon Beavers - Elliot Knox Rudy Galvan - Matthew Davis David Harrell - Alex Argrett Kyle Hatley - Cooper McBride                                        | 6 oktober 2021    |  |
| Wanneer een ex-soldaat een verdachte wordt voor een dodelijk bomaanslag waar hij mogelijk bij betrokken was, wordt Halstead gedwongen zijn verleden bloot te stellen omdat hij een collega soldaat van de verdachte was. Ondertussen krijgt Upton steeds meer moeite met de rol die zij speelde in de dood van Walton. |            |                    |                    |                             | |                   |  |
| 168 | 4          | In the Dark        | Carl Seaton        | Gwen Sigan                  | Benjamin Sprunger - Jon Larkin Ezekiel Ruiz - Christian Alban Nick Woods - Billy Christine Mayland Perkins - moeder                                    | 13 oktober 2021   |  |
| Wanneer een verdachte een zelfmoordpoging ondergaat terwijl hij in hechtenis zit, overweegt Upton aan Halstead de waarheid te vertellen over het doden van Walton nadat zij meer informatie onthult dan zou moeten. Halstead vermoedt dan dat Voight hierin betrokken is. Later breekt Upton bij een verdachte en krijgt een paniekaanval, en Halstead confronteert Voight hiermee en slaat hem neer. Ondertussen onderzoekt het team een kinderprostitutiebende wat geleid wordt door oudere mannen. |            |                    |                    |                             | |                   |  |
| 169 | 5          | Burnside           | Brenna Malloy      | Ike Smith                   | Donovan Christie jr. - Moe Hubbard Elijah M. Cooper - Lewis Dotson Tania Richard - Ashley Evans Vincent Fenner - Aidan                                 | 20 oktober 2021   |  |
| Wanneer er een dodelijke schietpartij heeft plaatsgevonden gaat het team op onderzoek uit. Atwater ontdekt dat een vrouw waarin hij interesse heeft mogelijk een connectie heeft met de zaak, en is nu gedwongen om undercover te gaan. |            |                    |                    |                             | |                   |  |
| 170 | 6          | End of Watch       | Marc Roskin        | Gavin Harris                | Ricardo Chavira - rechercheur Salvador Ortiz Bricine Brown - brigadier Colin Hill Mark Vallarta - Tim Skiles Kurt Naebig - Bench                       | 27 oktober 2021   |  |
| Ruzek komt zijn oude leermeester tegen die hem het politiewerk heeft geleerd, en hij vraagt Ruzek om hulp bij een zaak waar de organiseerde misdaad bij is betrokken. Voight en Burgess krijgen echter vermoeden dat de agent financiële problemen heeft, en dat dit ervoor zorgt dat hij het echte politiewerk uit het oog heeft verloren. Zij zijn nu bang dat dit de zaak ernstig kan belemmeren. |            |                    |                    |                             | |                   |  |
| 171 | 7          | Trust Me           | Chad Saxton        | Matthew Newman              | Giancarlo Vidrio - Luis Cortes Richard Gomez - Manny Wydetta Carter - rechter Baker Salvador Ramirez - eigenaar wapenwinkel                            | 3 november 2021   |  |
| Het team onderzoekt een drugszaak in Chicago, en Voight roept de hulp in van een informant bij de zaak. Voight ontdekt dan al snel dat zijn informant waarschijnlijk bij deze zaak betrokken is. |            |                    |                    |                             | |                   |  |
| 172 | 8          | Fractures          | Charles S. Carroll | Scott Gold                  | Violet Young - Candace Clarke Carolyn Dodd - Darlene Clarke Javier Villamil - Lorenzo Santiago Nicholas Dantes - Rodrigo De León Ruth Crawford - oma   | 10 november 2021  |  |
| Voight hoort dat de FBI een onderzoek is gestart naar de verdwijning van Roy Walton. Wanneer het onderzoek vordert begint Upton zich steeds meer zorgen te maken over haar en Halstead's carrière. Ondertussen onderzoekt het team een steekpartij op een vader in de ogen van zijn twee dochters. |            |                    |                    |                             | |                   |  |
| 173 | 9          | A Way Out          | Lisa Robinson      | Gwen Sigan                  | Lyrica Okano - Willa Tan Sean Ohlman - Martin Angel Rentas - Nicky Sanchez Dominic Guevara - Mateo                                                     | 8 december 2021   |  |
| Wanneer er een schietpartij in de stadsbus plaatsvindt, waarbij de chauffeur de dood vindt, gaat het team op onderzoek uit. Het onderzoek van de FBI komt steeds dichter bij de waarheid en Voight en Halstead proberen een plan te bedenken dat hen en Upton uit de wind zal houden. Op het einde van de aflevering wordt onthult dat Upton en Halstead stiekem zijn getrouwd. |            |                    |                    |                             | |                   |  |
| 174 | 10         | Home Safe          | Lisa Demaine       | Elena Perez                 | Ryan Spahn - Charlie Kalzenski Tracey Bonner - Simone Hall Matthew Delamater - Joseph DeFranco Adenike Thomas - Alanah Mercer                          | 5 januari 2022    |  |
| Wanneer er een kind wordt vermist gaat het team op onderzoek uit, en dit zorgt al snel voor gecompliceerde en ongemakkelijke situaties. Burgess en Ruzek zijn geschokt als zij ontdekken dat een oom van Makayla voogdij over haar wil. Halstead en Upton onthullen aan het team dat zij recent getrouwd zijn. |            |                    |                    |                             | |                   |  |
| 175 | 11         | Lies               | Eif Rivera         | Gavin Harris Ike Smith      | Brian Marc - Jimmy Chavez Cory Smoot - Fernando Chavez Christopher Bencomo - Arturo Tovar Claire Evelyne Edwards - paramedicus                         |                   |  |
| Het team start een onderzoek naar een drugsbende met connecties naar ondergrondse kooigevechten. Ondertussen worstelt Atwater met of hij zijn beroep aan zijn vriendin Celeste moet onthullen, en maakt dan een beslissing. |            |                    |                    |                             | |                   |  |
| 176 | 12         | To Protect         | Bethany Rooney     | Gavin Harris                | José Zúñiga - Javier Escano Marsuvio Sánchez - Paco Gutierrez Ted Williams III - rechercheur Marek Doogin Elliot Brown - Eric Salsbury                 | 19 januari 2022   |  |
| Voight onderneemt nog een poging om de gewelddadige Los-Termidos bende ten val te brengen. Hij maakt zich wel zorgen om zijn informant Anna Avalos wanneer haar undercover rol wordt bedreigd, en moet hiervoor in haar verleden duiken. |            |                    |                    |                             | |                   |  |
| 177 | 13         | Still Water        | Chad Saxton        | Gwen Sigan                  | Guy Lockard - dr. Dylan Scott Luke Forbes - Frank Miller Tzillia Morris - Addy Miller Yongwoo - techneut 1 Alexis DawTyne - techneut 2                 | 5 mei 2021        |  |
| Upton is getuige van een dramatisch ongeval waarbij een voertuig met twee inzittenden in de rivier eindigt, en Upton springt erachteraan om de inzittende te redden. Ze wordt echter gedwongen om een van de twee inzittende achter te laten die dit niet overleeft, en ontdekt later een schokkend feit over degene die ze wel heeft kunnen redden. |            |                    |                    |                             | |                   |  |
| 178 | 14         | Blood Relation     | Guy Ferland        | Scott Gold                  | Derek Webster - Theo Morris Gloria Cole - Jackie Williams Carolina Garcia - Dan Williams Josh Odor - Micah Thurman Veronica Cruz - Carolina Garcia     | 2 maart 2022      |  |
| Het team is een sekte op het spoor waarvan de leider op een slinkse manier vrouwen hersenspoelt, zodat zij degene vermoorden waarvan de leider vond dat zij hem onrecht hebben aangedaan. Ondertussen vecht Burgess, met hulp van Ruzek, tegen de oom van Makayla om haar voogdij, en wint. Als zij echter thuiskomen om dit samen met Makayla dit te vieren vinden zij de babysitter zwaargewond en Makayla is verdwenen. |            |                    |                    |                             | |                   |  |
| 179 | 15         | Gone               | Brenna Malloy      | Matthew Newman              | Derek Webster - Theo Morris Jade Radford - Nia Benson Jacqueline Williams - brigadier Becerra Brian Keys - Julius Aston                                | 9 maart 2022      |  |
| Het team is op jacht op degene die Makayla heeft ontvoerd, en ontdekken dat de biologische vader, die momenteel gevangen zit, van Makayla de ontvoering heeft geregisseerd. De reden hierachter is dat hij het losgeld wil gebruiken om zijn schuld in de gevangenis af te kunnen lossen. |            |                    |                    |                             | |                   |  |
| 180 | 16         | Closer             | Chad Saxton        | Gwen Sigan                  | Steven Gift - Adrian Silva Isabella Tabio - Emy DeSoto José Zúñiga - Javier Escano André Rojas-Castillo - Joshua Desoto Cat Novella - Cherry           | 16 maart 2022     |  |
| Wanneer een jongeman dodelijk wordt geraakt bij een schietpartij voor de bakkerij van Javier Escano, de leider van de Los termidos bende, gaat het team op onderzoek uit. Voight vertrouwt dan op zijn informant om zo erachter te komen of de schutter en Escano een relatie hebben. Complicaties en vermoedens ontstaan wanneer de schutter, eerder gewond geraakt door Halstead, terugkeert naar de bakkerij voor hulp. Hierdoor moeten Voight en zijn informant een aantal moeilijke beslissingen nemen om zo dichter bij Escano te komen. |            |                    |                    |                             | |                   |  |
| 181 | 17         | Adrift             | Marc Roskin        | Gavin Harris                | Rylee Marshall - Olivia Pasquazi Nathan Wallace - Donald Wade Paul Tavianini - mr. P Kurt Naebig - Bench                                               | 6 april 2022      |  |
| De zoektocht naar Olivia, de dochter van de voormalige Engelse leraar van Ruzek, leidt het team in een serieus groot drugsnetwerk. Het onderzoek lijdt hen naar een paranoïde dealer, en nadat Ruzek undercover is gegaan moet hij grote risico’s nemen om zo het leven van Olivia te redden. Ondertussen raken Burgess en Ruzek het niet eens over hoe om te gaan met de traumatische nasleep van de ontvoering van Makayla. |            |                    |                    |                             | |                   |  |
| 182 | 18         | New Guard          | Takashi Doscher    | Scott Gold                  | Benjamin Levy Aguilar - agent Dante Torres Nelson Bonilla - chief Tartabull Ramon Fernandez - Edgar Bautista Luis Jose Lopez - 'Payaso' / Frank Olguin | 13 april 2022     |  |
| Halstead neemt Dante Torres van de politieschool in dienst voor het team, en werkt samen met het team tijdens een onderzoek om hem het vak te leren. Tijdens het verdere verloop van het onderzoek krijgt Halstead en het team steeds meer zorgen over het verleden van Torres. |            |                    |                    |                             | |                   |  |
| 183 | 19         | Fool's Gold        | Fool's Gold        | Ike Smith                   | Molly Burnett - Raquel Landry Christopher Ryan Grant - Sam Olin Deveon Bromby - Mel Mason Heidger - 'Axel' Andrew Caren                                | 20 april 2022     |  |
| Wanneer een rijke bewoner dood wordt gevonden gaat het team op onderzoek uit. Tijdens het onderzoek vermoedt het team dat er meer aan de hand is dan op het eerste gezicht lijkt. |            |                    |                    |                             | |                   |  |
| 184 | 20         | Memory             | Benny Boom         | Gwen Sigan                  | Robbie Sublett - Daniel Smith John Grant Phillips - dr. Magnuson Stacie Doublin - psycholoog John B. McCann - Jim Wheaton                              |                   |  |
| Het team onderzoekt een cold case om zo aanwijzingen te vinden voor een nieuwe schokkende misdaad met als hoofddoel begraven herinneringen. Ondertussen zijn Burgess en Ruzek bezorgt over de vooruitgang van de mentale genezing van Makayla. |            |                    |                    |                             | |                   |  |
| 185 | 21         | House of Cards     | Vince Misiano      | Gavin Harris                | José Zúñiga - Javier Escano Roggi Chuquimarca - Mateo Vega Armanda - Isabel Otero                                                                      | 18 mei 2022       |  |
| Wanneer het team steeds dichterbij komt bij Javier Escano, wordt Voight gedwongen te liegen tegen zijn informant Anna om haar zo op de zaak te houden. Het vertrouwen tussen hen wordt hierdoor wel zo slecht dat dit de zaak in gevaar kan brengen. |            |                    |                    |                             | |                   |  |
| 186 | 22         | You and Me         | Chad Saxton        | Gwen Sigan                  | Sara Bues - Nina Chapman José Zúñiga - Javier Escano Julian Alexander - Ellison Phoebe González - Maria                                                | 25 mei 2022       |  |
| Wanneer een explosie de zaak op zijn grondvesten dot schudden, probeert het team om Escano neer te halen terwijl iedereen bijna tegen zijn breekpunt zit. |            |                    |                    |                             | |                   |  |